# Мостолес
Мостолес (ісп. Móstoles) — муніципалітет в Іспанії, у складі автономної спільноти Мадрид. Населення — 206 015 осіб (2010).
Муніципалітет розташований на відстані близько 17 км на південний захід від Мадрида.
На території муніципалітету розташовані такі населені пункти: (дані про населення за 2010 рік)
- Мостолес: 194068 осіб
- Парке-Коїмбра: 10506 осіб
- Пінарес-Льянос: 150 осіб
- Ріо-Гуадаррама: 1089 осіб
- Лос-Комбос: 7 осіб
- Умера: 0 осіб
- Лас-Ньєвес: 195 осіб
- Пеньяка: 0 осіб

## Демографія
Динаміка населення (INE ):

## Уродженці
- Альберто Лора (*1987) — іспанський футболіст, півзахисник.

## Галерея зображень

Розташування муніципалітету у автономній спільноті Мадрид
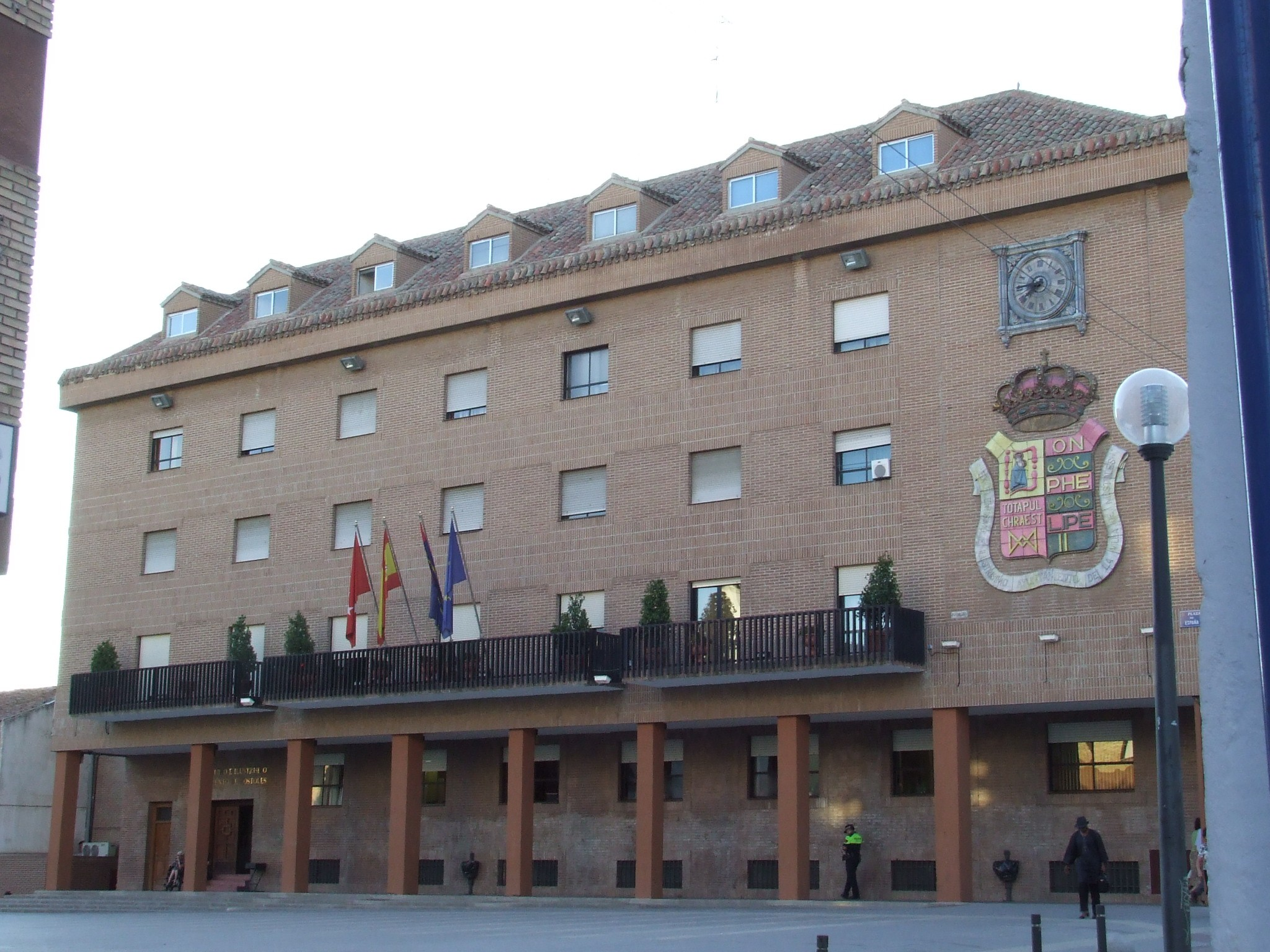
Муніципальна рада
- Церква Нуестра-Сеньйора-де-ла-Асунсьйон